# Choptank
Choptank, pleme Algonquian Indijanaca s rijeke Choptank i obližnjoj obali Marylanda u okruzima Dorchester, Talbot i Caroline. Choptanki su bili jedno od plemena Nanticoke Indijanaca (Swanton), podijeljeni na najmanje tri pod-plemena, Ababco, Hutsawap i Tequassimo. Živjeli su miroljubivo od ribolova u nastambama poznatim kao long-houses. Choptanki su se kao i Delaware i Nanticoke bavili izradom posuda od mekanog kamena steatita, koje su susjednim plemenima prodavali za visoku cijenu.  Nešto njihovih potomaka, pomiješanih s crncima, sačuvalo se još 1837. na izvornom plemenskom području u Marylandu.

## Vanjske poveznice
- LeComptes of Castle Haven
- 1726-1727 "Census" of Choptank Indians